# Портарлингтон
Портарлингтон (англ. Portarlington; ирл. Cúil an tSúdaire, «уголок Таннера») — (переписной) посёлок в Ирландии, находится на границах графств Лиишь (провинция Ленстер) и Оффали.
Местная железнодорожная станция была открыта 26 июня 1847 года.
Побратим поселения — массачусетский Арлингтон.

## Демография
Население — 6004 человека (по переписи 2006 года). В 2002 году население составляло 4001.
Данные переписи 2006 года:
| Общие демографические показатели |               |                               |                               |      |      |
| Всё население                    | Всё население | Изменения населения 2002—2006 | Изменения населения 2002—2006 | 2006 | 2006 |
| 2002                             | 2006          | чел.                          | %                             | муж. | жен. |
| 4001                             | 6004          | 2003                          | 50,1                          | 3023 | 2981 |

В нижеприводимых таблицах сумма всех ответов (столбец «сумма»), как правило, меньше общего населения населённого пункта (столбец «2006»).
| Религия (Тема 2 — 5 : Число людей по религиям, 2006) |             |                |             |            |       |      |
| Католики, чел.                                       | Католики, % | Другая религия | Без религии | не указано | сумма | 2006 |
| 5418                                                 | 90,2        | 310            | 201         | 75         | 6004  | 6004 |

| Этно-расовый состав (Этничность. Тема 2 — 3 : Постоянное население по этническому или культурному происхождению, 2006) |            |              |       |        |        |            |       |       |
| Белые ирландцы | Лухт-шулта | Другие белые | Негры | Азиаты | Другие | Не указано | сумма | 2006  |
| 5181 | 74         | 473          | 29    | 48     | 78     | 70         | 5953  | 6004  |
| Доля от всех отвечавших на вопрос, %                                                                                   |            |              |       |        |        |            |       |       |
| 87,0 | 1,2        | 7,9          | 0,5   | 0,8    | 1,3    | 1,2        | 100   | 99,21 |

1 — доля отвечавших на вопрос о языке от всего населения.
| Владение ирландским языком (Тема 3 — 1 : Число людей от 3 лет и старше по способности говорить по-ирландски, 2006) |      |            |       |       |
| Владеете ли Вы ирландским языком?                                                                                  |      |            |       |       |
| Да | Нет  | Не указано | сумма | 2006  |
| 1988 | 3564 | 107        | 5659  | 6004  |
| Доля от всех отвечавших на вопрос о языке, %                                                                       |      |            |       |       |
| 35,1 | 63,0 | 1,9        | 100   | 94,31 |

1 — доля отвечавших на вопрос о языке от всего населения.
| Использование ирландского языка (Тема 3 — 2 : Говорящие по-ирландски от 3 лет и старше по частоте использования ирландского языка, 2006) |                                                            |                                               |                                               |                                               |                                               |                                               |       |                                     |      |
| Как часто и где Вы говорите по-ирландски?                                                                                                |                                                            |                                               |                                               |                                               |                                               |                                               |       |                                     |      |
| ежедневно, только в образовательных учреждениях                                                                                          | ежедневно, как в образовательных учреждениях, так и вне их | в других местах (вне образовательной системы) | в других местах (вне образовательной системы) | в других местах (вне образовательной системы) | в других местах (вне образовательной системы) | в других местах (вне образовательной системы) | сумма | всего, отвечавших на вопрос о языке | 2006 |
| ежедневно, только в образовательных учреждениях                                                                                          | ежедневно, как в образовательных учреждениях, так и вне их | ежедневно                                     | каждую неделю                                 | реже                                          | никогда                                       | не указано                                    | сумма | всего, отвечавших на вопрос о языке | 2006 |
| 561 | 23                                                         | 22                                            | 87                                            | 671                                           | 590                                           | 34                                            | 1988  | 5659                                | 6004 |
| Доля от всех отвечавших на вопрос о языке, %                                                                                             |                                                            |                                               |                                               |                                               |                                               |                                               |       |                                     |      |
| 9,9 | 0,4                                                        | 0,4                                           | 1,5                                           | 11,9                                          | 10,4                                          | 0,6                                           | 35,1  | 100                                 |      |

| Типы частных жилищ (Тема 6 — 1(a) : Число частных домовладений по типу размещения, 2006) |          |         |                 |            |       |      |
| Отдельный дом                                                                            | Квартира | Комната | Переносные дома | не указано | сумма | 2006 |
| 2076                                                                                     | 163      | 4       | 0               | 46         | 2289  | 6004 |